# Pietro Papareschi
Pietro (zm. 1145) – kardynał-biskup Albano od września 1143 roku. W starszej historiografii podaje się, że nazywał się Pietro Papareschi i był bratem papieża Innocentego II, który mianował go kardynałem, ale nie ma na to dowodów. Uczestniczył w papieskich elekcjach we wrześniu 1143, marcu 1144 i lutym 1145. Sygnował bulle papieskie między 9 grudnia 1143 a 28 kwietnia 1145; wkrótce po tej ostatniej dacie zmarł.